# Canda retiformis
Canda retiformis är en mossdjursart som beskrevs av Pourtalès 1867. Canda retiformis ingår i släktet Canda och familjen Candidae.
Artens utbredningsområde är Mexikanska golfen. Inga underarter finns listade i Catalogue of Life.